# Бистрик (албум)
Бистрик је назив првог албума Биље Крстић и оркестра Бистрик. Објавила га је издавачка кућа "Енергија" 2001. у Србији, а издавачка кућа "V2-Грчка“ 2002. на иностраном тржишту.

## Опис
| „                                            | Уз вишемесечни стрпљив и предан рад високопрофесионалних музичара и драгих пријатеља, настао је овај етно-урбани рамплисаж као резултат мог дугогодишњег бављења музиком и интересовања за старе записе професора Миодрага Васиљевића, песме које сам чула као дете и мелодије сачуване на трајним снимцима фонотеке Радио Београда. Ово је фузија, једноставан спој архаичног и савременог, нашег и страног како у начину певања тако и у одабиру инструментарија, смењивању једноставних и за друге народе нетипично мешовитих ритмова, сучељавању музиколошки познатих хармонских решења и неочекиваних алтерација али уз апсолутно поштовање традиционалних правила музичког изражавања примереном крају у којем је песма настала. Ово је тек покушај представљања различитих типова мелодија суседних народа, али пре свега потреба да се песме наше традиције сачувају као најдрагоценије археолошко благо ових простора и сведочанство нашег постојања. | ” |
| — Биља Крстић о албуму Бистрик, 2001. године | |   |

## Песме
- Ма факут му ма фрумосе
- Успаванка
- Од поле идат бабо
- Калајџијско коло
- Дум дага дум
- Шта се оно тамо зелени
- Седам сати удара
- Кад сам била девојана
- Сараалам, сараалам
- Аман воденичаре
- Магла паднала